# Alfa-galactosidasa
L'alfa-galactosidasa (α-galactosidasa, α-GAL, també coneguda com a α-GAL A o agalsidasa alfa; E.C. 3.2.1.22) és una proteïna que hidrolitza els fragments alfa-galactosils terminals de molècules com glicolípids i glicoproteïnes (hidrolasa glicosídica). La glicosidasa és una important classe d'enzims que catalitzen molts processos de degradació, incloent-ne les glicoproteïnes, els glicolípids i els polisacàrids. Concretament, l'α-GAL catalitza l'eliminació de l'α-galactosa terminal.
L'enzim està codificat pel gen GLA, i una deficiència en aquest dona lloc a la malaltia de Fabry, que està lligada al cromosoma X i afecta a 1 de cada 40.000 homes, amb símptomes com degeneració vascular, dolor crònic i anomalies cardíaques entre d'altres.
Alguns estudis inicials sobre l'activitat enzimàtica de l'alfa-galactosidasa van suggerir que existien dos isoenzims que es van anomenar alfa-galactosidasa A i B. Investigacions posteriors van demostrar que tots dos enzims són genèticament diferents, amb l'alfa-galactosidasa B tractant-se d'una alfa-N-acetilgalactosaminidasa. La deficiència en alfa-galactosidasa B està relacionada amb la malaltia de Schindler.

## Estructura
L’estructura de l’alfa-galactosidasa es tracta d’un homodímer compost per dues cadenes A i B amb una llargada de 429 aminoàcids cada cadena i un pes de 45,39 kDa. La proteïna compta amb 126 aminoàcids formadors de 16 hèlixs alfes que componen el 29% de la llargada de la proteïna. D’altra banda, l’estructura també consta de 22 cadenes beta (107 aminoàcids, 25% de la llargada de la proteïna). També hi ha regions de gir o regions sense estructura secundària.
Cada monòmer conté un domini barril (𝛽/𝛼) al seu extrem N-terminal amb un centre catalític i un domini de làmina-𝛽 antiparal·lel a l’extrem C-terminal. L’homodímer conté dos centres actius separats per 43 Å. Prèviament, es va concloure que els centres tindrien una activitat cooperativa, però s'ha descobert empíricament que aquests centres són altament similars, presentant un valor r.m.s.d de 0.4– 0.5 Å per 390 carbonis alfa. Aquesta alta similitud descarta la possibilitat de cooperació. Hi ha 6 punts d’unió amb glúcids que habiliten el transport lisosomal fent servir el receptor de la manosa-6-fosfat.
Els seus dos centres actius són un nucleòfil i un centre donador de protons, respectivament. Estan situats a les posicions 170 i 231, formats per àcid aspàrtic (D) cada un, respectivament. D’altra banda, també existeix una regió d’unió del substrat a les posicions 203-207, amb la seqüència Àcid glutàmic (E) - Triptòfan (W) - Prolina (P) - Leucina (L) - Tirosina (Y).

### Metabolisme
L alfa-galactosidasa és un enzim soluble que forma part del grup de les hidrolases glicosídiques. Concretament s'encarrega de trencar l'enllaç que uneix els grups alfa-galactosil terminals de la molècula.

##### Esfingolípids

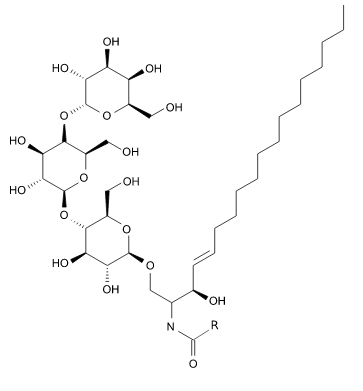
Molècula de globotriaosilceramida

El seu paper principal és la hidròlisi dels glicoesfingolípids en els lisosomes. L’activitat d’aquests enzims per portar a terme la reacció depèn de les saposines, molècules que actuen com a activadors del procés, hi ha 4 tipus de saposines. L’alfa galactosidasa és activada per la saposina B.
L'esfingolípid que degrada principalment és globotriaosilceramida (Gb3), però també s'encarrega d'hidroltizar glicoesfingolípids del grup sanguini B transformant-los en glicoesfingolípids del grup sanguini 0.

##### Mecanisme de la reacció
L'àcid aspàrtic-170 és el primer a realitzar un atac nucleofílic a l'enllaç glicosídic per a separar la molècula d'α-galactosa terminal del lligand. A continuació, l'àcid aspàrtic-231 actua com a àcid per a eliminar un protó de la molècula d'aigua, provocant que sigui més nucleofílic atacar el complex galactosa-àcid aspàrtic i alliberar l'α-galactosa del centre actiu.

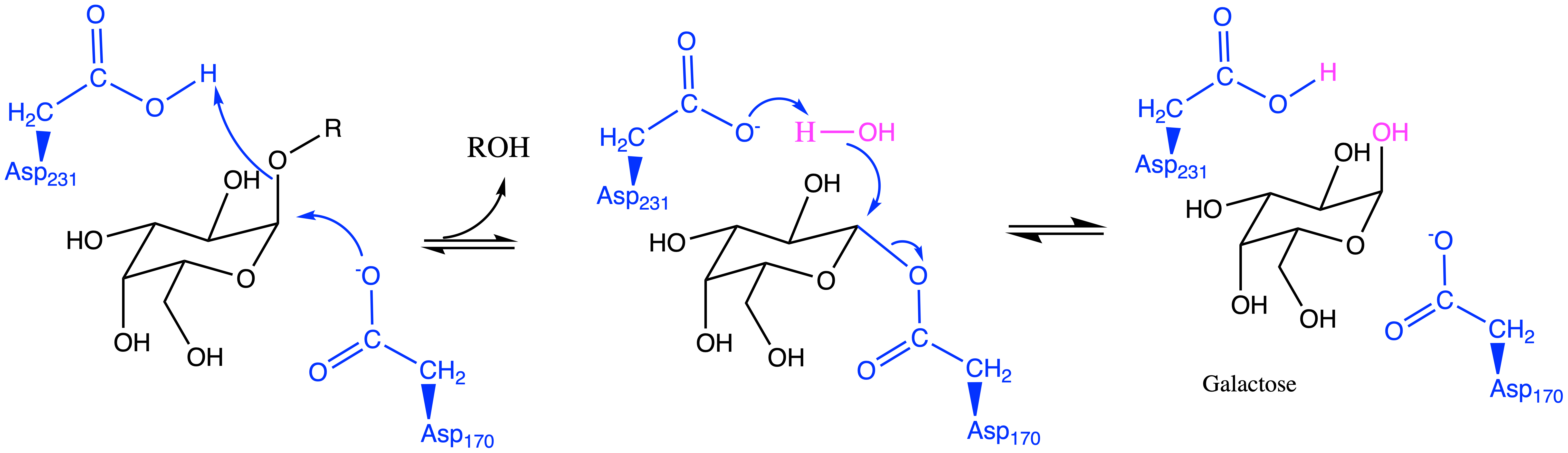
Mecanisme de reacció per l'alfa-galactosidasa humana

L'enzim està altament glicosilat amb grups de manosa enllaçats amb asparagina. El pH òptim per l'estabilitat de l'alfa-glicosidasa és acídic, especialment al voltant de pH=5.

### Alfa-galactosidasa de microorganismes
L'alfa-galactosidasa també ha estat estudiada en microorganismes i plantes. En el cas de Lactobacillus acidophilus, l'enzim té una forma tetramèrica de 86 kDa i un domini barril(𝛽/𝛼)8 amb enllaços als extrems N-terminal i C-terminal similars als de la versió humana de l'enzim, però amb la diferència que el substrat s'enllaça amb glicina (G) en comptes d'àcid aspàrtic.
En el cas de Trichoderma reesei consta de dos dominis (54 kDa), amb l'N-terminal actuant com a domini catalític amb l'estructura barril(𝛽/𝛼)8 mentre l'extrem C-terminal consta de 8 fulles β antiparal·leles.
Per Saccahromyces cerevisiae, l'alfa-galactosidasa, es tracta d'una proteïna globular d'estructura tetramèrica d'aproximadament uns 80 kDa. L'extrem N-terminal actua novament com a domini catalític i conté el domini barril(𝛽/𝛼)8. Per contra, mentre l'extrem C-terminal està compost per 8 fulles β antiparal·leles, també presenta una estructura β-sandvitx on les 8 fulles β estan plegades en dues làmines β.

## Gen GAL d'humans

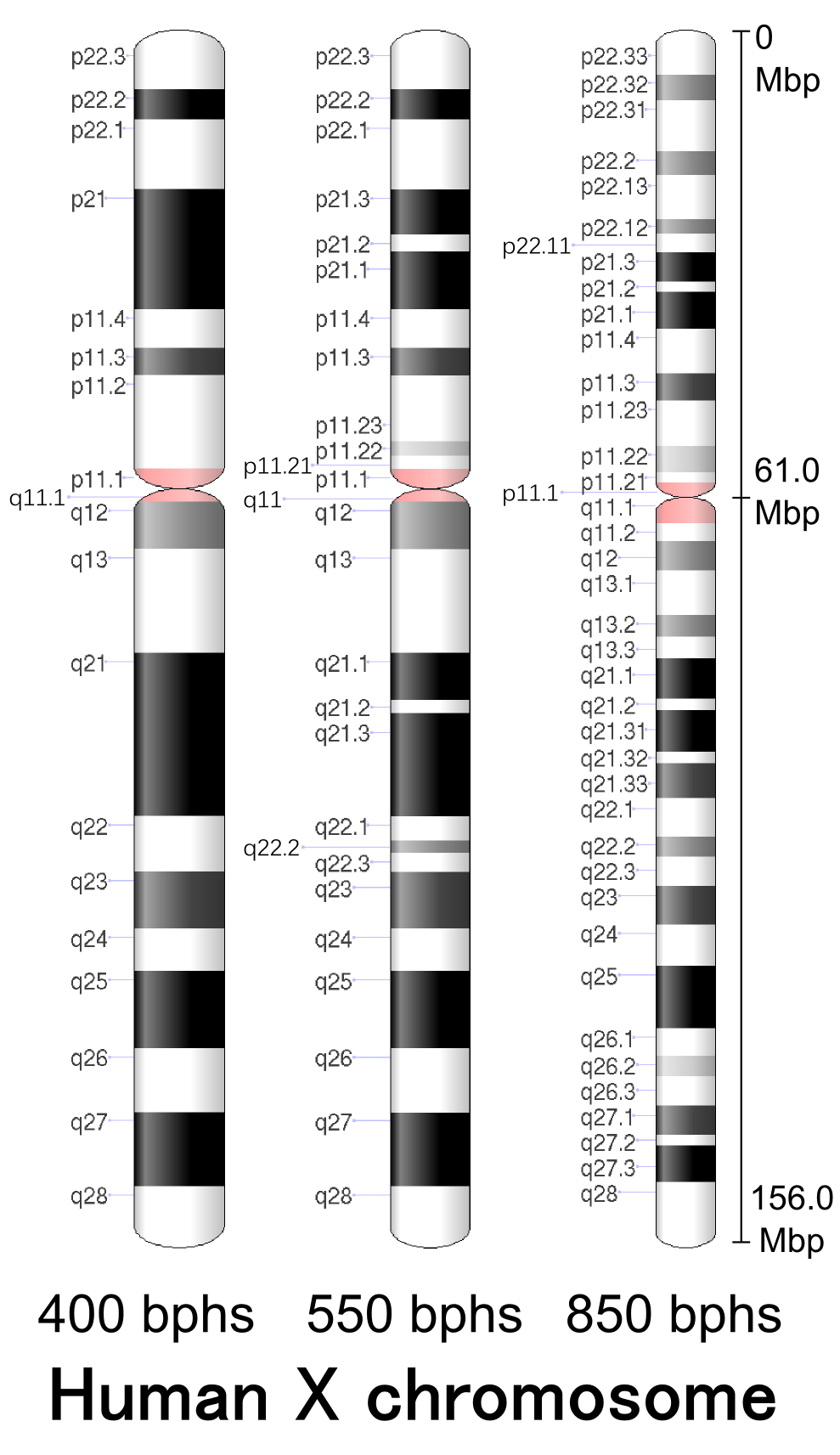
Cromosoma X humà. En el 550 bphs s'indica la posició Xq22.1 on hi ha el gen GAL.

El gen que codifica l'alfa galactosidasa humana s'anomena GLA o GALA i està localitzat al braç llarg del cromosoma X, concretament en la posició Xq22.1. El gen consta de 10.222 parells de bases i conté 10 exons. Té quatre transcrits, un per cada isoforma.
| nº variant | Transcrit            | nº parells de bases | nº exons |
| ---------- | -------------------- | ------------------- | -------- |
| 3          | Precursor isoforma a | 1441                | 7        |
| 1          | Precursor isoforma b | 1318                | 7        |
| 4          | Precursor isoforma c | 1164                | 7        |
| 5          | Precursor isoforma d | 1510                | 4        |

Els parells de bases corresponents del 23 al 115 de la seqüència de cada transcrit codifiquen pel pèptid senyal.

## Seqüència aminoacídica de l'alfa-galactosidasa humana
MQLRNPELHLGCALALRFLALVSWDIPGARALDNGLARTPTMGWLHWERFMCNLDCQEEPDSC
SEKLFMEMAELMVSEGWKDAGYEYLCIDDCWMAPQRDSEGRLQADPQRFPHGIRQLANYVHS
GLKLGIYADVGNKTCAGFPGSFGYYDIDAQTFADWGVDLLKFDGCYCDSLENLADGYKHMSLAL
RTGRSIVYSCEWPLYMWPFQKPNYTEIRQYCNHWRNFADIDDSWKSIKSILDWTSFNQERIVDVA
PGGWNDPDMLVIGNFGLSWNQQVTQMALWAIMAAPLFMSNDLRHISPQAKALLQDKDVIAINQD
LGKQGYQLRQGDNFEVWERPLSGLAWAVAMINRQEIGGPRSYTIAVASLGKGVACNPACFITQLL
VKRKLGFYEWTSRLRSHINPTGTVLLQLENTMQMSLKDLL

## Malaltia de Fabry
Quan α-GAL A és defectuosa, es produeix una aumulació d'esfingolípids, concretament Gb3, als lisosomes, ja que no és capaç de degradar-los, o no amb tanta eficiència. Aquest fet és causat per mutacions en el gen GAL, provocant la malaltia de Fabry afectant als ronyons i el sistema cardiovascular, entre d'altres, degut a l'acumulació d'esfingolípids a les cèl·lules d'aquests òrgans. La severitat de la malaltia està correlacionada amb l'activitat que manté l'enzim, desenvolupant els símptomes més severs les persones amb total pèrdua de l'activitat enzimàtica. Els símptomes: acroparestèsia, angioqueratoma, hipohidrosis; es comencen a desenvolupar entre la infantesa i l'adolescència.
També, els individus dels grups sanguinis B i AB que tinguessin la mutació es veurien afectats per l'acumulació de glicoesfingolípids a la membrana dels glòbuls vermells del grup B, ja que l'alfa-gal és l'encarregada de degradar-los.
La deficiència de la proteïna pot ser causada per diferents tipus de mutacions:
| Tipus de mutació | Freqüència |
| ---------------- | ---------- |
| Canvi de sentit  | 57%        |
| Sense sentit     | 11%        |
| Deleció parcial  | 6%         |
| Inserció         | 6%         |
| Splicing anormal | 6%         |

Com el gen GAL es troba al cromosoma X, podem dir que la malaltia de Fabry està lligada al sexe. En homes (al tenir només un cromosoma X) és diagnosticada al mesurar l'activitat de l'alfa-galactosidasa. En dones s'ha de dur a terme un anàlisis genètic per poder assegurar-ho, ja que els símptomes poden variar des d'asimptomàtic fins a conseqüències greus.

## Aplicacions en l'àmbit de la biotecnologia
L'alfa-galactosidasa té un gran potencial en diversos sectors, sent els més importants la indústria alimentària i la biomedicina.

### Indústria alimentària
La majoria de les aplicacions d’aquest enzim en la indústria alimentària es deuen a la seva capacitat d'hidrolitzar glúcids que es troben en molts aliments i que no són digeribles, com la melibiosa, l'estaquiosa i els oligosacàrids de la família de la rafinosa (RFOs). Això és degut al fet que la majoria dels mamífers, inclosos humans, presenten una falta d'alfa-galactosidasa pancreàtica, de manera que els aliments que presenten els sucres mencionats anteriorment poden provocar molèsties gastrointestinals si no són digerits.
Per una banda, per exemple, en el processament de la remolatxa sucrera augmenta la concentració de rafinosa, inhibint la cristal·lització de la sacarosa, de manera que s'utilitza l’alfa-galactosidasa com a solució per a eliminar-la mitjançant la hidròlisi d’aquest glúcid.
Per altra banda, també és àmpliament utilitzada en la indústria de la soja, especialment en la llet de soja, en que s'obté l'enzim a partir de diversos organismes, com podrien ser Aspergillus niger o Bacillus megaterium entre d'altres, i s'utilitza per a hidrolitzar els RFOs presents en l'aliment per a permetre el seu consum segur.
Seguidament es poden observar els enllaços dels diferents glúcids mencionats en aquest apartat que l'alfa-galactosidasa catalitza:

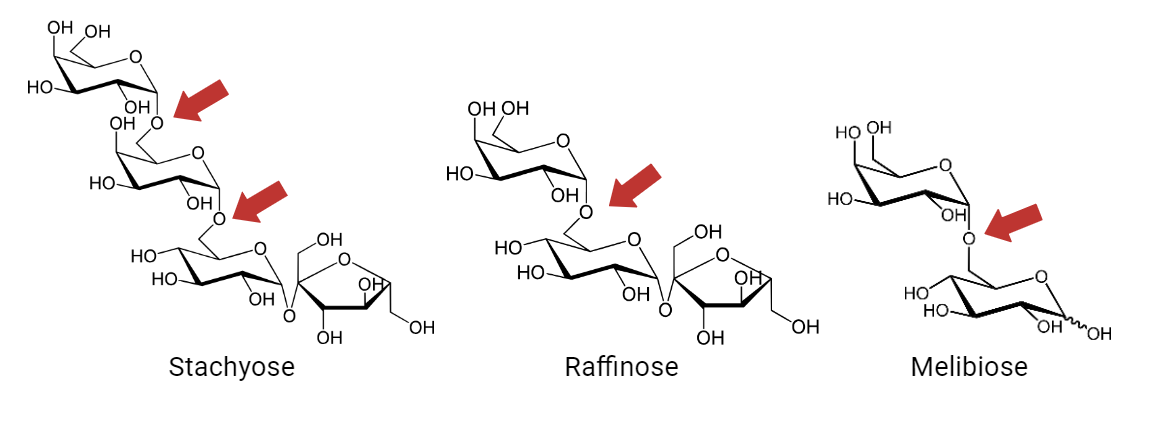
Enllaços de diferents glúcids que l'alfa-galactosidasa catalitza

### Biomedicina
En l'àmbit de la biomedicina, l'alfa-galactosidasa s'utilitza sobretot en el tractament de la malaltia de Fabry i canvi de grup sanguini del B al 0 (com bé s'ha explicat anteriorment), en el tractament de trastorns digestius i en el xenotrasplantament.
Molts dels problemes que poden afectar l'aparell digestiu, com podrien ser la flatulència o la distensió abdominal s'han intentat tractar amb l'ús de simeticona, probiòtics o canvis de dieta, ara bé, no s'han obtingut els resultats desitjats. Ara bé, l'administració d'alfa-galactosidasa per via oral, sí que ha resultat en una significant reducció dels símptomes presents en els pacients amb aquests tipus de trastorns.
Per altra banda, en el cas dels xenotrasplantaments, sobretot en el cas porcí-humà, la causa principal de rebuig està relacionada amb l'epítop α-gal present en glicolípids i glicoproteïnes de la membrana de les cèl·lules porcines, de manera que un dels mètodes per evitar el rebuig és el d'eliminar l'epítop mitjançant l'ús de l'α-galactosidasa, suprimint així l'especificitat antigènica del tractament.

### Altres
Per altra banda, l'alfa-galactosidasa també és utilitzada en mètodes per a la producció d'etanol a partir de subproductes d'altres processos, com podrien ser la rafinosa, melibiosa i estaquiosa.
Finalment, com bé s'ha pogut comprovar en els anteriors punts, el seu gran potencial es basa en el seu mecanisme d'acció, sent capaç de catalitzar oligosacàrids que d'altre manera no es podrien degradar, de manera que, juntament amb altres enzims com xilanases o hemicel·lulases, també resulta eficient en el processament de biomassa al degradar fusta tova o residus lignocel·lulòsics.

## Producció d'α-galactosidasa
Degut a les diverses aplicacions que té la proteïna, sobretot pel gran interès dins la indústria alimentària, ja que els humans no produïm suficient alfa-galactosidasa per digerir certs aliments, s'han buscat maneres de produir-la a gran escala.
La producció es pot dur a terme tant per fermentació en estat sòlid, el medi és majoritàriament sòlid utilitzant residus del blat, de la canya de sucre o de l'arròs; com per fermentació submergida on s'utilitza un medi de producció líquid.

#### Microorganismes usats
Aquest enzim es troba àmpliament distribuït en plantes i animals, ara bé, les d'origen microbià, és a dir, provenint de llevats, fongs i bacteris són les més utilitzades en l'àmbit industrial. Això és degut que són cèl·lules fàcils de cultivar i que, a més a més, presenten alts nivells d'expressió de la proteïna a més de tenir la capacitat de secretar-la extracel·lularment. Dos dels organismes més utilitzats són Saccharomyces cerevisae i Aspergillus niger.
També es pot usar enginyeria genètica. El gen que codifica l'alfa-galactosidasa d'una espècie pot ser clonat mitjançant un vector d'expressió, per exemple un plasmidi, a un altre microorganisme (cèl·lula hoste) que durà a terme la producció. Això és degut al fet que per certes aplicacions potser va més bé la proteïna de certa espècie però és més eficient la síntesi que du a terme un altre microorganisme.